# جون غريغ (طباع)
جون غريغ (بالنرويجية البوكمول: John Grieg)‏ هو شخصية أعمال وبائع كتب نرويجي، ولد في 18 أغسطس 1856 في برغن في النرويج، وتوفي بنفس المكان في 21 أبريل 1905.